# Acto Institucional Número Tres

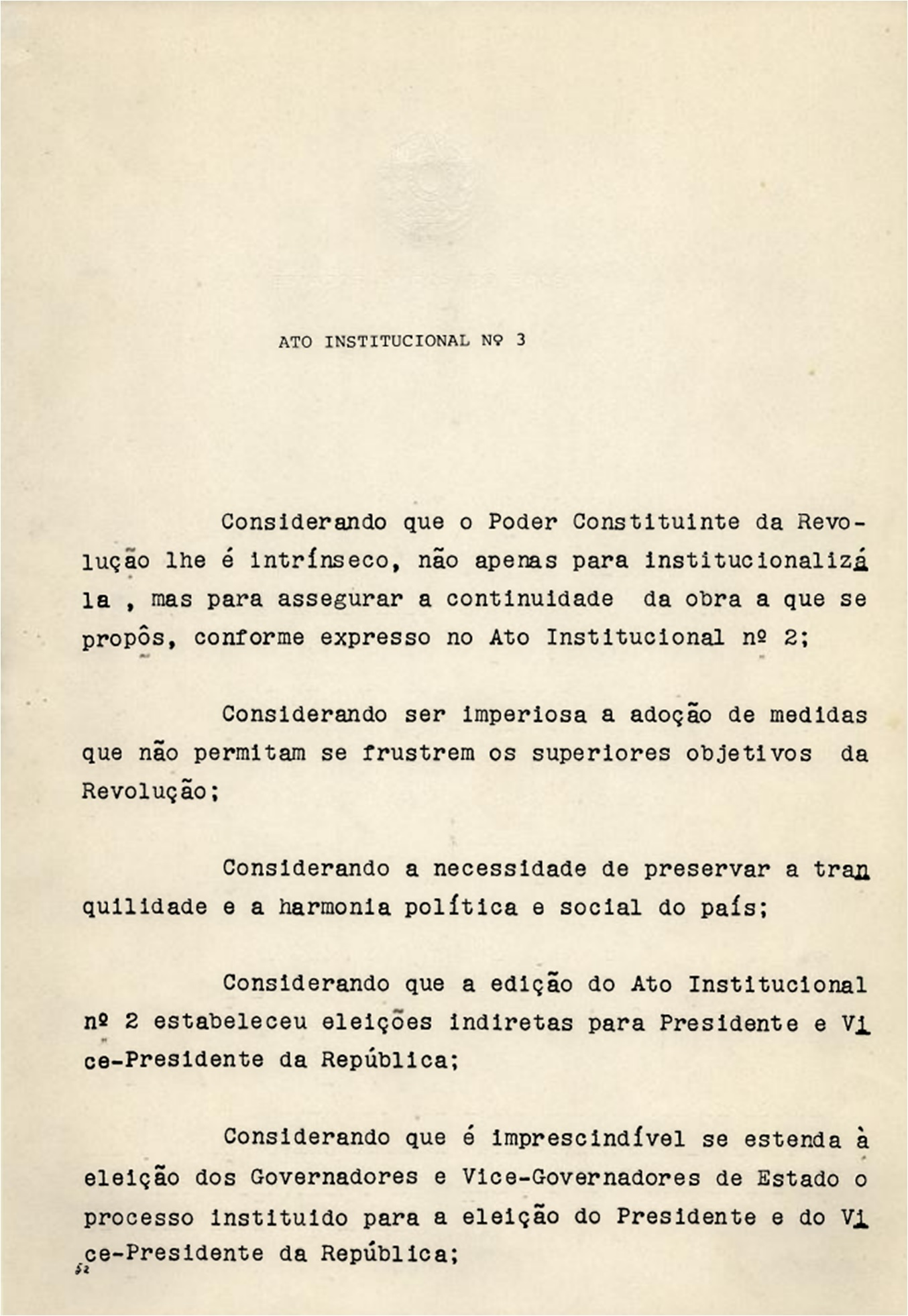
Página 1 del Acto Institucional Número Tres (AI-3). Fija fechas para las elecciones de 1966, prevé elecciones indirectas y designación de alcaldes de capitales de estados y dispone otras medidas.

El Ato Institucional Número Tres o AI-3 fue aprobado por el presidente Castelo Branco el 5 de febrero de 1966. El decreto disponía nuevas normas sobre elecciones indirectas nacionales, provinciales y municipales y permitía a senadores y diputados federales o provinciales, con previa licencia, ejercer el cargo de alcalde de capital de Estado.
El AI-3 forma parte de una serie de 17 Actos Institucionales, normas y decretos elaborados en el período que va de 1964 a 1969, durante el régimen militar de Brasil, intentando legalizar y legitimar las acciones políticas de los gobiernos militares, alterando el funcionamiento de la Constitución Federal de 1946 y, tras su edición, de 1967. Fueron decretados por los Comandantes en Jefe del Ejército, de la Marina y de la Fuerza Aérea o por el presidente de la República, con lo respaldo del Consejo de Seguridad Nacional. Todas estas normas estaban por encima de las leyes e, incluso, de la Constitución. Tanto el AI-3 como el resto de Actos Institucionales fueron derogados en 1978, cuando entró en vigor la Constitución actual. El artículo 3º de la Enmienda Constitucional nº 11 revocaba todos los actos habidos, en cuanto contrariaban la Constitución Federal, salvados los efectos de los actos practicados con bases en ellos, los cuales están excluidos de apreciación judicial.

## Principales determinaciones del AI-3
Si el decreto constitucional previo, el AI-2 establecía el bipartidarismo y las elecciones indirectas para la Presidencia y Vicepresidencia de la República de Brasil, el Ato Institucional AI-3 modificaba el régimen electoral en los niveles de la provincia y del municipio. De esta forma, el AI-3 determinaba en el artículo 1º que la elección de Gobernadores y Vicegobernadores sería indirecta, y se haría por la mayoría absoluta de los miembros de la Asamblea Legislativa, en sesión pública y votación nominal. Por el artículo 4º, los alcaldes de las capitales provinciales serían nombrados por los gobernadores, mediante aprobación previa de la Asamblea Legislativa. En el mismo artículo, en el § 2º, se permite que los senadores y diputados federales o provinciales, con previa licencia, ejercieran el cargo de alcalde de Capital de Estado. El AI-3 también convocaba, en su artículo 5.º, nuevas elecciones para diferentes cargos: gobernadores y vicegobernadores de Estado, para el 3 de septiembre; presidente y vicepresidente de la República, para el 3 de octubre; y de senadores y diputados federales y provinciales, para el 15 de noviembre de 1966. En su artículo 6.º, excluía de apreciación judicial los actos practicados con fundamento en el presente acto institucional y en los actos complementarios, lo que significa que no se podría contestar judicialmente la legalidad de la decisión tomada, reforzando la tesis de que el régimen se estaba, como poco, endureciendo.

## Antecedentes
El AI-3, como ocurrió con su antecesor AI-2, se hizo necesario tras la celebración de la primera vuelta en las elecciones provinciales de 1966. Once de los 22 estados existentes entonces repitieron las elecciones realizadas el año anterior, elecciones que tuvieron lugar el 3 de octubre de 1965. En efecto, las elecciones se celebraron en los estados de Alagoas, Goiás, Guanabara, Maranhão, Mato Grueso, Minas Generales, Pará, Paraíba, Paraná, Río Grande del Norte y Santa Catarina, a pesar de que el resultado del recurso en el estado de Alagoas no era válido por cuestiones legales. En cinco estados, el Gobierno encontró fuerte oposición en las urnas, incluyendo los importantes estados de Guanabara, con Negrão de Lima, y Minas Gerais, con Israel Pinheiro, ambos del PSD. 
Para evitar que la situación se repitiera en otros estados, el AI-2, decretado el 27 de octubre de 1966, solo 24 días después de celebradas las elecciones, extinguía los antiguos partidos políticos y creaba la Arena y el MDB. A su vez, el AI-3, aprobado en febrero del año siguiente, transformaba las elecciones de 1966 en indirectas, con sesión pública y votación nominal, pasando la presión ahora al colegio electoral, es decir, a la Cámara de los Diputados.

## Resultado
La estrategia, que es bien conocida, dio los resultados esperados. Todos los estados remanentes, más el estado de Alagoas que tuvo nueva elección, eligieron a candidatos del partido oficialista Arena. También en las elecciones provinciales el partido gubernamental venció en las elecciones al Senado en 18 de los 22 estados, además de conquistar 277 escaños en la Cámara de los Diputados, por 132 del MDB.